# Bataille de Long Island
Guerre d'indépendance des États-Unis
Batailles
- Long Island
- Kips Bay
- Harlem Heights
- Pell's Point
- White Plains
- Fort Washington
- Embuscade de Geary (en)
- Iron Works Hill
- Traversée du Delaware par George Washington
- Trenton
- Assunpink Creek
- Princeton
- Guerre du fourrage (en)
- Millstone

La bataille de Long Island, également connue comme la bataille de Brooklyn, s’est déroulée le 27 août 1776 dans le sud de la ville de New York, pendant la campagne de New York et du New Jersey de la guerre d'indépendance des États-Unis. New York était en effet un camp retranché de l'Armée continentale fortifié par George Washington et Charles Lee au début de 1776.

## Forces en présence
Le 29 juin 1776, une centaine de navires britanniques viennent se concentrer dans la baie de New York. Un corps expéditionnaire formé de plusieurs centaines de bâtiments, de 10 000 marins et 32 000 soldats débarque sur Staten Island. Le 22 août 1776, l’amiral Richard Howe, commandant en chef des forces britanniques, ordonne à ces troupes de faire mouvement. Le poste avancé américain dirigé par le colonel Edward Hand avertit le général George Washington que les Britanniques s’apprêtent à quitter Staten Island pour Long Island.
L’armée britannique est commandée par les généraux Charles Cornwallis et Henry Clinton, eux-mêmes dépendant du général William Howe, frère de l’amiral. Ils disposent au total de 32 000 hommes, dont 8 000 mercenaires allemands sous les ordres du général Leopold Philip von Heister, et de 88 frégates. Environ 20 000 soldats sont débarqués à Gravesend Bay, au sud de Brooklyn, afin de mener l'offensive.
Les forces américaines sont plus difficiles à évaluer. On les estime à au moins 7 000 hommes, principalement de la milice newyorkaise aidée par des contingents des États voisins du Connecticut, Delaware et Maryland. Le commandant en chef sur Long Island est Israël Putnam. Environ 5 000 patriotes sont regroupés dans les Hauts de Brooklyn (Brooklyn Heights), défendus par les forts Putnam, Green et Box. Le reste est réparti le long d’une première ligne de défense, quelques kilomètres au sud, qui suit un alignement de petites collines (les hauts de Guan) séparées par des vallons, les passes. À son extrémité ouest, le général William Alexander (en), connu sous le nom de Lord Stirling, commande deux régiments (1 500 hommes) en bordure de mer, puis on trouve des groupes de moins d’un millier de soldats pour garder les passes de Flatsbush et Bedford. En retrait de Jamaica pass, la moins bien surveillée, le colonel Samuel Miles dirige 600 hommes.

## La bataille

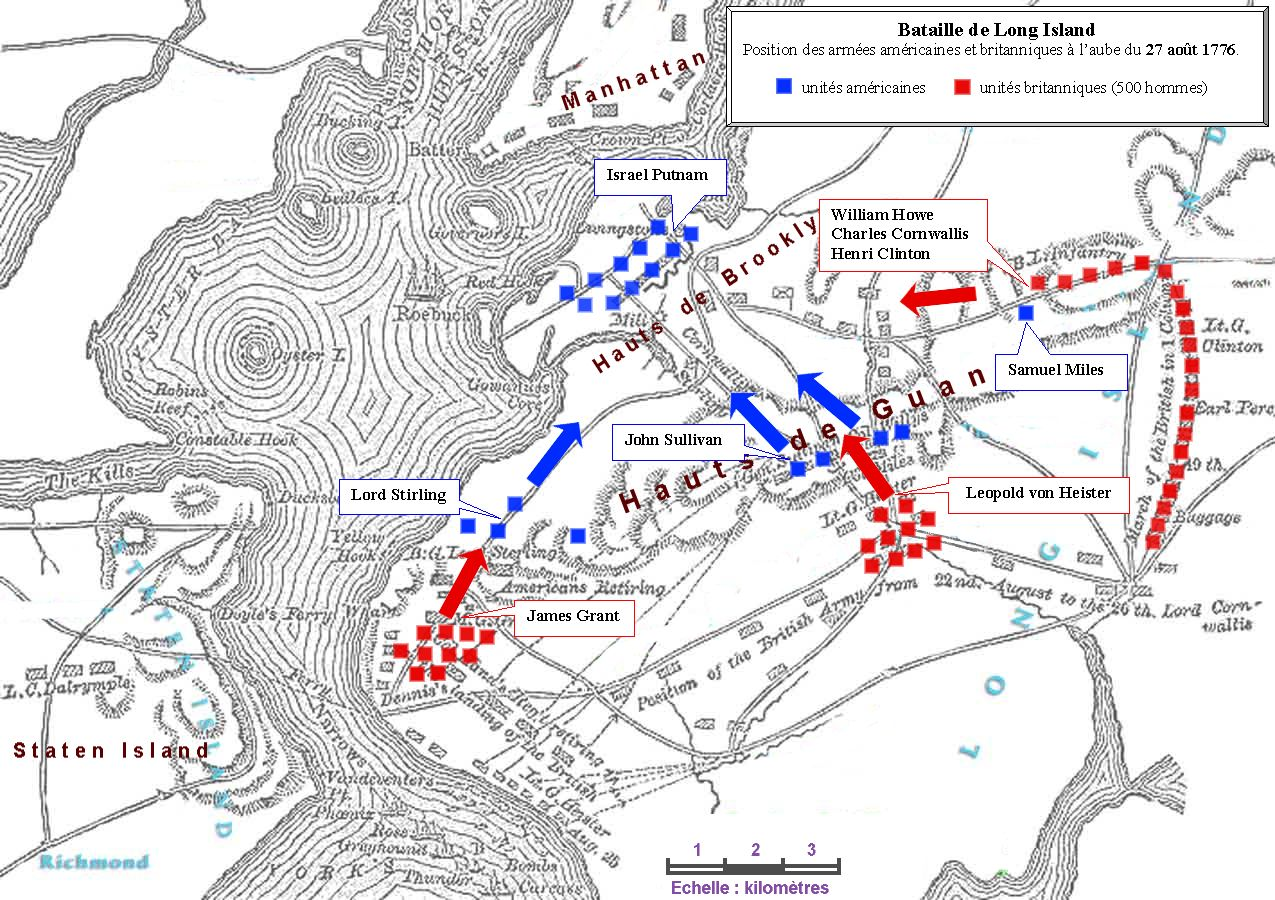
Carte de la bataille

### Le contournement
Le 26 août, la moitié des soldats britanniques débarqués quitte ses positions et se dirige vers le nord, en direction de Jamaica Pass, à l'est des hauts de Guan. Ils marchent de nuit et réussissent ainsi à contourner la première ligne de défense américaine. Le matin du 27, Miles tente d’attaquer leur arrière-garde. Il est capturé avec 150 de ses hommes, les autres se retirant en direction des Hauts de Brooklyn. Cornwallis commence à bombarder Fort Putnam.

### La retraite sur les hauts de Brooklyn
Pendant ce temps, 5 000 hommes dirigés par le Général James Grant se placent face aux troupes de Stirling, et 5 000 mercenaires allemands se dirigent vers Flatbush pass. Les patriotes tenant la première ligne de défense, se voyant pris en tenaille, commencent à se replier vers le nord. Cependant, à proximité de Gowanus Bay, Stirling résiste, couvre la retraite avec seulement 250 hommes, ayant ordonné au gros de la troupe de rejoindre les forts en traversant les marécages côtiers. Il attaque à six reprises, et se rend finalement en début d’après-midi. Howe, plutôt que d’attaquer directement les fortifications, choisit de consolider ses positions.

### L'évacuation
À partir du 28 août, une pluie battante s’installe et interdit la reprise des combats. Le soir du 29 août, George Washington décide d'évacuer les troupes de Long Island en direction de Manhattan. Avec une flottille de petites embarcations et la complicité du brouillard, il parvient à évacuer ses milliers de soldats et leurs équipements pendant la nuit. Le 30 août, les Britanniques dépassent les fortifications des Hauts de Brooklyn et s’aperçoivent que l’ennemi a disparu.
À la mi-septembre, un jeune officier patriote, Nathan Hale, se déguise en professeur hollandais et se glisse derrière les lignes britanniques. Après avoir effectué sa mission de renseignement, il est capturé sur le chemin du retour et il est pendu le 21 septembre sur ordre de William Howe. Sa dernière déclaration « Mon seul regret est d’avoir une seule vie à perdre pour mon pays » et son acte de bravoure en feront un héros national. Peu après cet épisode, les patriotes américains se retirent également de Manhattan jusqu'en novembre. New York redevient une possession britannique et le restera jusqu'en 1783 mais, le 21 septembre, le Grand Incendie de New York de 1776, d'origine incertaine, détruira un quart de la ville occupée où de nombreux loyalistes résideront pendant la guerre.

## Bilan
Les pertes américaines sont estimées à 312 morts et 1 407 hommes mis hors de combat (dont probablement 1 097 prisonniers)
Du côté britannique, on compte 63 morts et 311 blessés ou disparus.
Bien qu’il s’agisse d’une défaite américaine importante, la perte de New York n’aura pas de conséquences gravissimes pour les patriotes. En effet, le général Howe, très prudent, n’a jamais réussi à couper la retraite à ses ennemis. George Washington, en limitant les pertes, conserve le potentiel de son armée.